# Primal Scream
Primal Scream är ett skotskt rockband som bildades 1982 och blev kända för att blanda indierock med elektronisk dansmusik. Bandets frontfigur Bobby Gillespie var under ett par år på 1980-talet trummis i The Jesus and Mary Chain parallellt med insatserna i Primal Scream. Med i bandet är även gitarristerna Andrew Innes och Robert "Throb" Young, tidigare Felt-medlemmen Martin Duffy på keyboards och den tidigare The Stone Roses-basisten Gary "Mani" Mounfield. På Primal Screams turnéer brukar även My Bloody Valentine-frontmannen Kevin Shields följa med som en extra gitarrist. Bandet upptäcktes och kontrakterades till det mytomspunna skivbolaget Creation Records av skivbolagsbossen Alan McGee.

## Historia
Bandet bildades i Gillespies hemstad Glasgow 1982 och skivdebuterade 1987 med albumet Sonic Flower Groove. Detta album var kraftigt inspirerat av The Byrds, The Velvet Underground och psykedelia-influenser. Det självbetitlade andra albumet utkom två år senare och var också det 1960-talsnostalgiskt men betydligt rockigare i soundet, inspirerat av MC5 och The Stooges, men fick dålig kritik och blev ganska snart bortglömt.
Hösten 1991 släpptes det tredje fullängdsalbumet, Screamadelica, vilket för evigt skrev in bandet i musikhistorien. Skivan kom när klubbkulturen var stor i England och albumets banbrytande korsning av klubbvänlig elektronisk dansmusik, rock-n-roll, soul och reggae gjorde att albumet numera av många anses vara en av den tidens viktigaste skivor. Det lyckade resultatet tillskrivs ofta samarbetet mellan Primal Scream och producenten och skivbolagsägaren Andrew "Lord Sabre" Weatherall. Weatherall producerade och framförallt remixade stora delar av skivan och tillförde dansmusiken till gruppens traditionellare rockiga ursprungsmaterial. Skivan blev en stor framgång med flera hitsinglar, som "Higher Than the Sun" "Loaded", "Come Together" och "Movin' on Up".
Det efterkommande albumet, Give Out But Don't Give Up (1994), spelades in i Memphis och producerades av bland andra George Drakoulias, den inflytelserike 1960- och 1970-talsproducenten Tom Dowd och P-funk-frontmannen George Clinton. Detta album var en återgång till enkel boogie-rock-n-roll där influenserna till tidiga Rolling Stones var tydliga.
Bandet följde med på Depeche Modes USA-tour och förändrade sin sammansättning: basisten Gary Mounfield och trummisen Paul Mulreany hängde med i bandet.
Primal Screams femte album Vanishing Point släpptes i juli 1997. Albumet var inspirerat av kultfilmen med samma namn och skulle utgöra ett slags alternativt soundtrack. Mottagandet var nästan enbart positivt. Under samma år lämnar Paul Mulreany bandet, samlingsalbumet Echo Dek släpps och Kevin Shields från My Bloody Valentine hänger med på turné. Shields medverkan kommer påverka bandets sound de nästkommande åren. 
Det sjätte studioalbumet XTRMNTR (2000) innehåller en rad gästartister, bl.a. Bernard Sumner från New Order och Kevin Shields.

## Medlemmar
Nuvarande medlemmar
- Bobby Gillespie – sång, percussion (1982–)
- Andrew Innes – gitarr, keyboard, bakgrundssång (1986–)
- Darrin Mooney – trummor, percussion (1997–)
- Simone Butler – basgitarr, keyboard, percussion (2012–)

Tidigare medlemmar
- Martin Duffy – keyboard, synthesizer, turntable (1989–2006) (avled december 2022)
- Denise Johnson – sång bakgrundssång (1990–1995; död 2020)[2]
- Jim Beattie – gitarr, keyboard (1982–1987)
- Stuart May – gitarr (1985–1986)
- Paul Harte – gitarr (1985-86)
- Kevin Shields – gitarr, keyboard (1998–2006)
- Barrie Cadogan – gitarr, keyboard (2006–2015)
- Robert "Throb" Young – basgitarr (1982–1988), gitarr, keyboard (1988–2006; död 2014)
- Henry Olsen – basgitarr (1989–1994)
- Gary "Mani" Mounfield – basgitarr (1996–2011)
- Thomas McGurk – trummor (1982–1987)
- Dave Morgan – trummor (1987)
- Gavin Skinner – trummor (1987–1988)
- Phillip "Toby" Tomanov – trummor (1989–1994)
- Paul Mulreany – trummor, programmering (1996–1997)
- Martin St. John – tamburin (1986-1987)
- Judith Boyle - sång (1984)
- Steve Sidelnyk - trummor (1994-1996)

## Diskografi[3]

### Studioalbum
- 1987 – Sonic Flower Groove
- 1989 – Primal Scream
- 1991 – Screamadelica
- 1994 – Give Out But Don't Give Up
- 1997 – Vanishing Point
- 2000 – XTRMNTR
- 2002 – Evil Heat
- 2006 – Riot City Blues
- 2008 – Beautiful Future
- 2011 - Music from the Film Black Comm
- 2013 – More Light
- 2016 - Chaosmosis
- 2021 - Utopian Ashes
- 2021 - Demodelica
- 2021 - Live at Levitation
- 2024 - Come Ahead

### Samlingsalbum
- 1997 – Echo Dek (remixalbum)
- 2003 – Dirty Hits
- 2004 – Shoot Speed – More Dirty Hits
- 2024 - Reverbations (Travelling in Time)

### Singlar
- 1985 – All Fall Down / It Happens
- 1986 – Crystal Crescent / Velocity Girl
- 1987 – Gentle Tuesday
- 1987 – Imperial
- 1989 – Ivy Ivy Ivy
- 1990 – Loaded
- 1990 – Come Together
- 1991 – Higher Than the Sun
- 1991 – Don't Fight It, Feel It
- 1992 – Movin' on Up
- 1992 – Dixie-Narco EP
- 1994 – Rocks/ Funky Jam
- 1994 – Jailbird
- 1994 – (I'm Gonna) Cry Myself Blind
- 1996 – The Big Man and the Scream Team Meet the Barmy Army Uptown (med Irvine Welsh och On-U Sound)
- 1997 – Kowalski
- 1997 – Star
- 1997 – Burning Wheel
- 1998 – If They Move, Kill 'Em
- 1999 – Swastika Eyes
- 2000 – Kill All Hippies
- 2000 – Accelerator
- 2002 – Miss Lucifer
- 2002 – Autobahn 66
- 2003 – Some Velvet Morning (med Kate Moss)
- 2006 – Country Girl
- 2006 – Dolls (Sweet Rock and Roll)
- 2006 – Sometimes I Feel So Lonely
- 2008 – Can't Go Back
- 2008 – Uptown
- 2013 - 2013
- 2013 - It's Alright, It's Okay
- 2013 - Invisible City
- 2021 - Chase It Down
- 2024 - Love insurrection
- 2024 - Deep dark waters
- 2024 - Ready to go home